# Antonio Cairoli
Antonio Cairoli (Patti, 23 settembre 1985) è un pilota motociclistico italiano, collaudatore Ducati dal 2023.
È stato uno dei piloti di motocross più vittoriosi di sempre, in virtù dei nove titoli mondiali conquistati (sei dei quali vinti consecutivamente tra il 2009 e il 2014), che lo pongono al secondo posto nella classifica dei piloti di motocross più titolati della storia; inoltre, con 94 Gran Premi vinti, è il terzo pilota con più vittorie di sempre.

## Carriera

### Gli inizi
Salito per la prima volta su una minicross a quattro anni, Cairoli ha partecipato alle prime gare di minicross all'età di sette anni, vincendo già alla sua seconda gara, e da quel momento ha vinto ripetutamente titoli regionali e successivamente il titolo juniores. Nel 1999 è arrivato alla categoria 125, dove ha concluso terzo nel campionato italiano cadetti, lo stesso piazzamento che ha ottenuto l'anno successivo, mentre nel 2001 ha vinto il titolo nazionale cadetti con la Honda CR 125. L'anno successivo ha vinto anche il titolo nazionale junior, mentre nel 2003 è arrivato ottavo nel campionato nazionale senior.

### Classe MX2

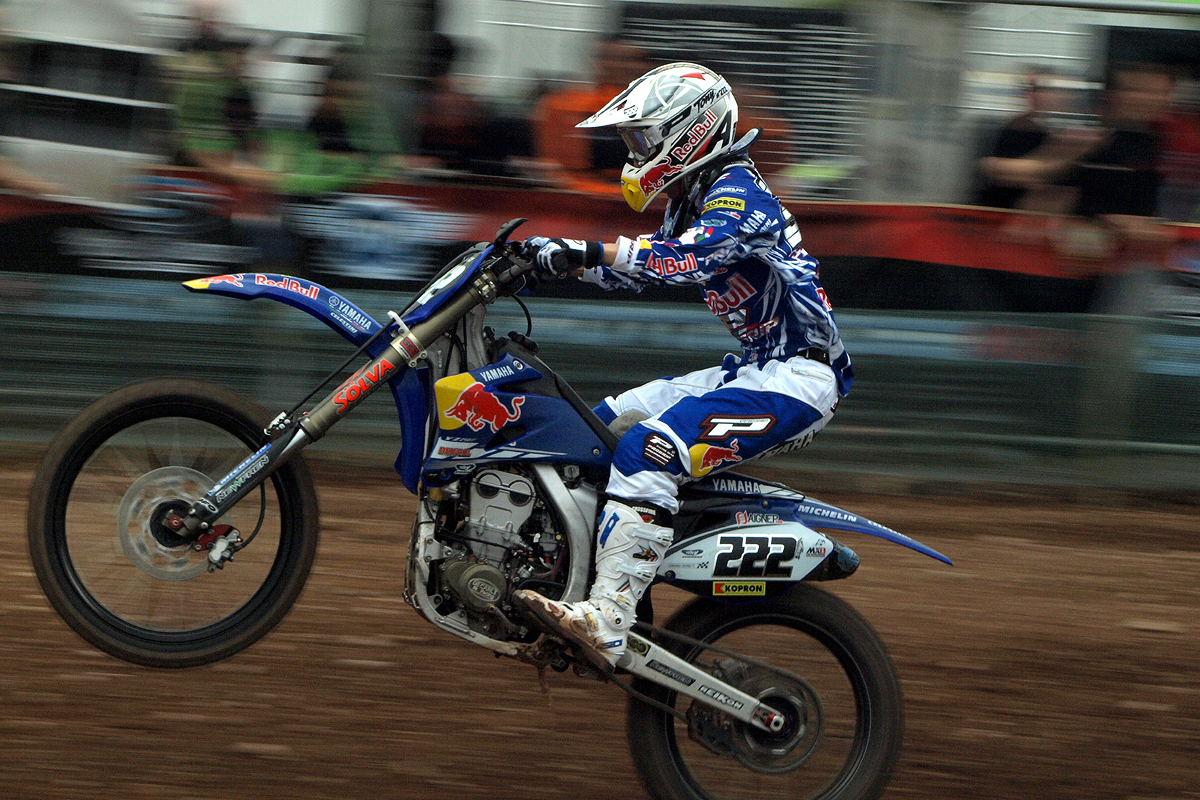
Antonio Cairoli nel 2008

Nel 2002 ha esordito nel Campionato mondiale di motocross, partecipando a tre gare: nella prima non si è qualificato, nella seconda è arrivato 21º, mentre nella terza è stato costretto al ritiro. Anche nella stagione 2003 non è riuscito a ottenere risultati: con il Team Honda Tiscali ha partecipato a tre gran premi, ma senza mai riuscire a qualificarsi.
Dopo essere passato a fine 2003 alla Yamaha, con il team di Claudio De Carli, ha ottenuto i suoi primi risultati importanti nella stagione 2004, quando ha vinto una manche e un gran premio, arrivando terzo nella classifica finale. Il suo primo titolo mondiale è arrivato l'anno successivo, quando è diventato campione mondiale 2005 nella classe MX2, nonostante l'infortunio patito nel Gran Premio d'Olanda sul circuito di Lierop.
Nel 2006 si è classificato al secondo posto nel mondiale MX2 dietro al francese Christophe Pourcel. Sempre nel 2006 è diventato campione europeo Supercross e primo assoluto negli Internazionali d'Italia nella classe MX2. Nel 2007, Cairoli ha dominato il mondiale dall'inizio alla fine, conquistando con la Yamaha YZ-F 250 quasi tutte le gare in programma e vincendo il titolo con due gare d'anticipo il 19 agosto.
In seguito, la sua scuderia gli ha chiesto di partecipare a una gara del mondiale MX1, per permettere alla Yamaha di conquistare il titolo costruttori data l'assenza di Joshua Coppins per infortunio, ottenendo una vittoria nel Gran Premio del Regno Unito il 26 agosto. Sempre nel 2007, è diventato nuovamente campione europeo Supercross e ha vinto il Campionato Italiano MX2.
Dalla stagione 2008 la sua moto ha vestito i colori blu Yamaha, sotto lo sponsor Red Bull. Nel corso del 2008, Cairoli si è infortunato al ginocchio, terminando in anticipo la stagione senza poter riuscire a difendere il suo titolo di campione del mondo. Al momento dell'infortunio, avvenuto prima dell'estate, era in testa alla classifica generale.

### Classe MX1

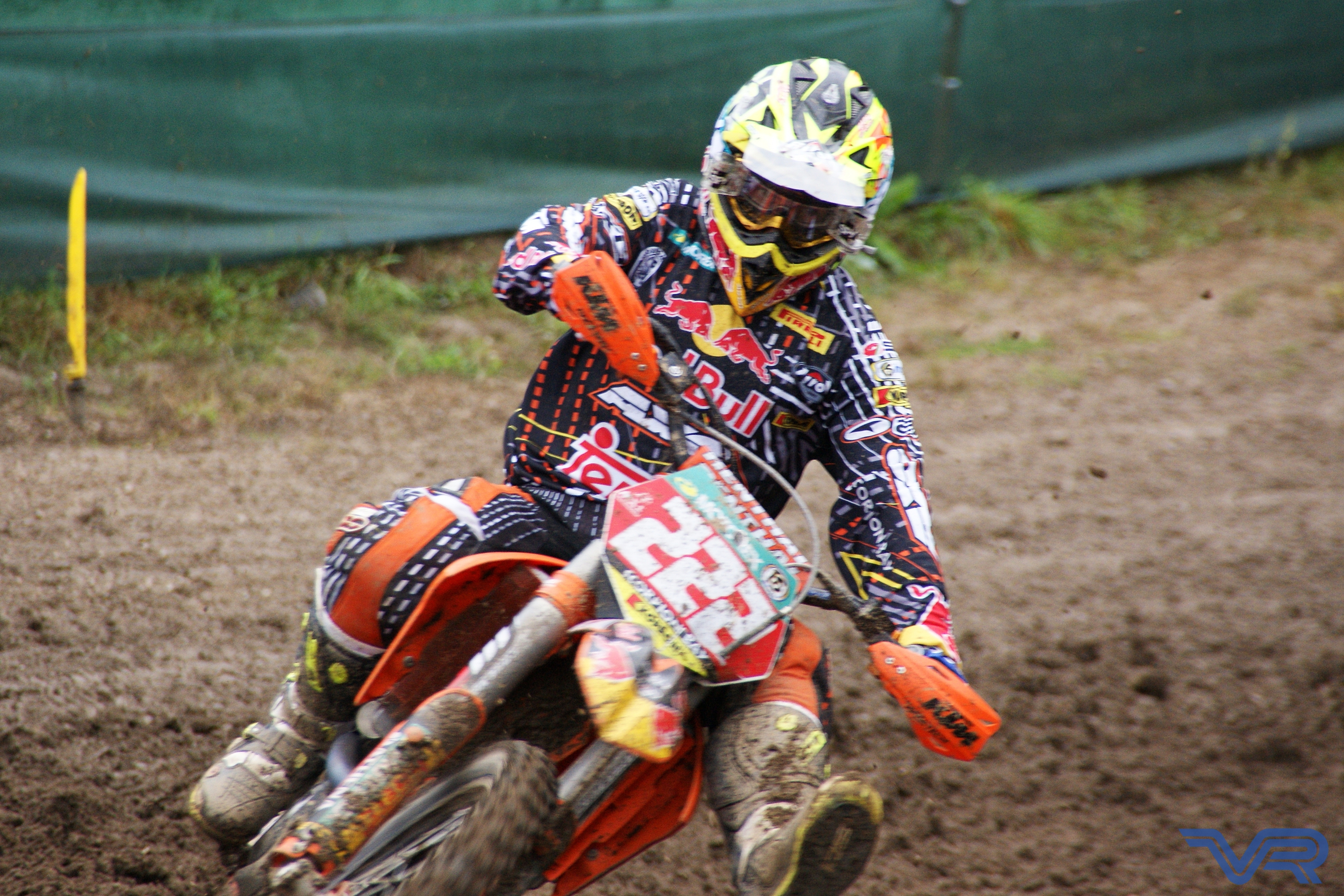
Antonio Cairoli a Loket nel 2011

Nel 2009 ha iniziato la sua prima stagione in MX1, vincendo la terza gara della stagione. Si è aggiudicato il campionato del mondo MX1 il 30 agosto dopo la gara di Lierop nei Paesi Bassi, con una gara di anticipo sul diretto rivale Maximilian Nagl, pilota ufficiale della KTM.
Subito dopo la stagione agonistica 2009 è entrato a far parte proprio del team KTM, con gran parte dello staff che lo ha seguito nella stagione appena conclusasi. Nel 2010 Cairoli ha gareggiato con la nuova KTM SX-F 350 nel mondiale di motocross categoria MX1.
Ha vinto il titolo mondiale nella categoria MX1 anche nel 2010 e nel 2011. Nella stagione 2012 Cairoli ha vinto il suo quarto mondiale di motocross consecutivo nel Gran Premio di Faenza. Con questa vittoria Cairoli ha raggiunto il sesto titolo mondiale in carriera.
Il 25 agosto 2013, nella penultima gara della stagione 2013, disputata sull'ampio tracciato del circuito del Gran Premio d'Inghilterra, a Matterley Basin, nei pressi della cittadina di Winchester, Cairoli ha vinto il suo quinto titolo mondiale di motocross consecutivo nella classe MX1; con questo trionfo, Cairoli ha conquistato il suo settimo sigillo mondiale.

### Classe MXGP
Ha aperto il mondiale 2014 con un terzo posto nel Gran Premio del Qatar (secondo in Gara 1 e terzo in Gara 2). La prima vittoria dell'anno è arrivata il 9 marzo nel Gran Premio della Thailandia, nella quale ha vinto entrambe le manche, piazzandosi davanti a Clément Desalle e a Jeremy van Horebeek. Grazie a questo risultato, ha raggiunto quota 40 successi nella classe regina. Si è ripetuto il 30 marzo successivo aggiudicandosi entrambe le manche, e quindi la vittoria, nel Gran Premio del Brasile. Il 13 aprile non ha brillato ad Arco di Trento, arrivando sesto nella prima manche e quarto nella seconda, terminando al quinto posto complessivo.
Il campione siciliano si è concesso la rivincita la settimana seguente. Il 20 aprile, a Sevlievo, in occasione del Gran Premio di Bulgaria, è arrivato secondo nella prima manche e ha trionfato nella seconda, aggiudicandosi il gran premio e ribadendo la propria indiscussa leadership in classifica generale. Il 4 maggio, a Valkenswaard (Paesi Bassi), nel sesto appuntamento stagionale, è arrivato terzo nella prima manche e primo nella seconda, aggiudicandosi il Gran Premio dei Paesi Bassi, incrementando ancora il suo vantaggio nei confronti degli immediati inseguitori. L'11 maggio, a Tavalera de la Reina, nel Gran Premio di Spagna, Cairoli è rimasto in ombra in Gara 1, dove ha chiuso sesto al traguardo, mentre in Gara 2 è arrivato secondo.
Il 25 maggio, a Matterley Basin, nel Gran Premio del Regno Unito (in un periodo di grande difficoltà emotiva per il campione siciliano, in considerazione della recente scomparsa del padre Benedetto) Cairoli ha trionfato in Gara 1 e ha conquistato il secondo posto in Gara 2, aggiudicandosi il 44º gran premio in carriera nella classe regina. Il 1º giugno, a Saint-Jean-d'Angély, nel Gran Premio di Francia, è arrivato secondo al traguardo in Gara 1 e terzo in Gara 2, dopo aver commesso, in entrambe le manche, un errore a 2 giri dal termine, mentre era saldamente al comando, accontentandosi del terzo posto complessivo. In classifica generale ha mantenuto la leadership, ma il suo principale avversario, il belga Clément Desalle, ha ridotto il distacco.

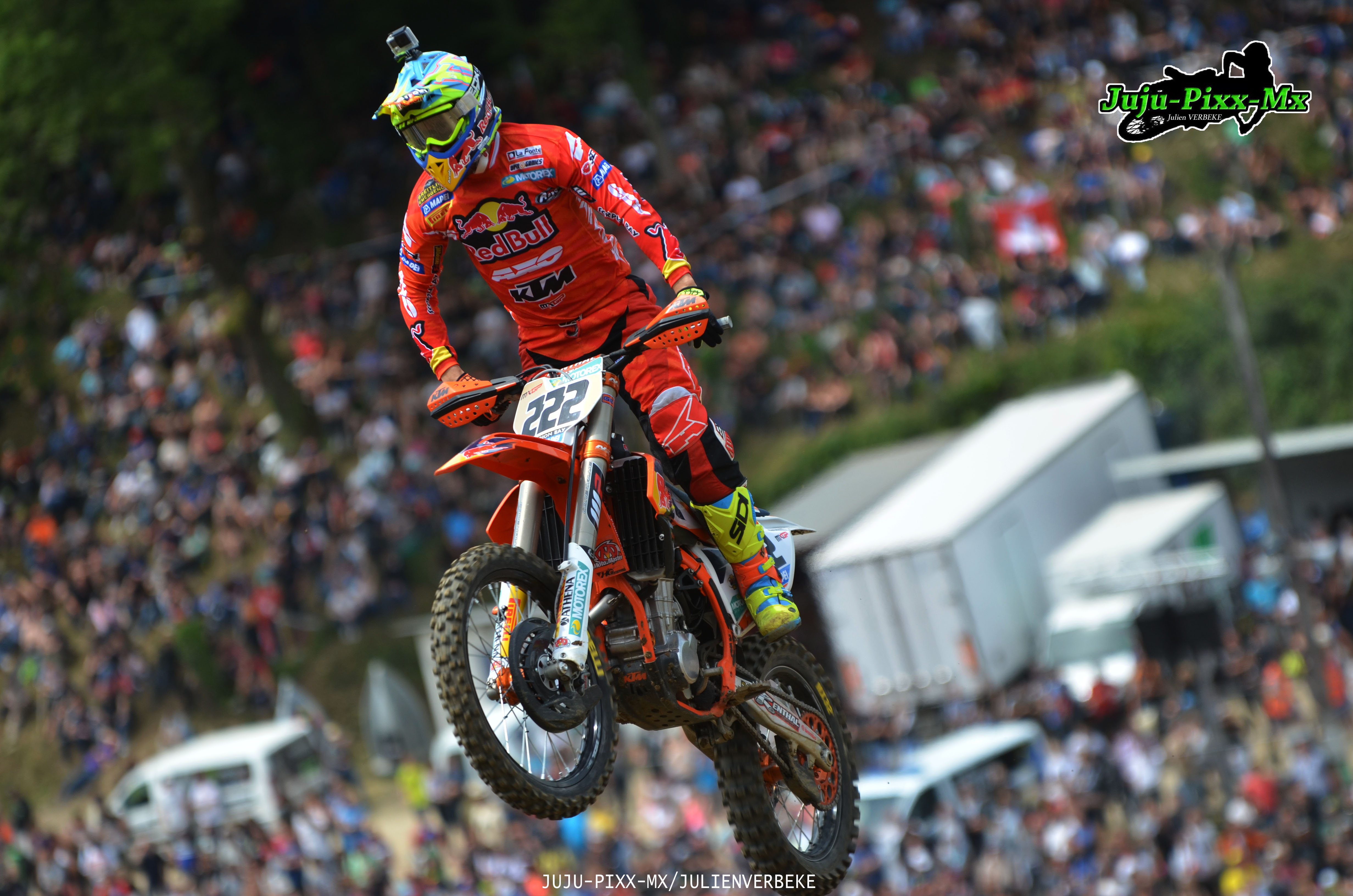
Antonio Cairoli in Francia nel 2015

Il 15 giugno, a Maggiora, nel decimo appuntamento del mondiale, ha dominato entrambe le prove del Gran Premio d'Italia, aggiudicandoselo (45º in carriera) e incrementando il suo vantaggio in classifica generale. La settimana seguente, nel Gran Premio di Germania, disputato sul circuito di Teutschenthal, il campione siciliano si è presentato in condizioni fisiche non perfette. Debilitato dall'influenza, è arrivato quinto in Gara 1 e quarto in Gara 2, facendosi avvicinare in classifica da Desalle. Il 6 luglio, sul circuito di Uddevalla, in occasione del Gran Premio di Svezia, dodicesimo appuntamento del mondiale, Cairoli è ritornato alla vittoria in entrambe le manche. È il suo 46º gran premio vinto in carriera nella classe regina e 70º in totale. La settimana successiva, si è ripetuto sul circuito di Hyvinkää, in Finlandia, aggiudicandosi sia Gara 1 che Gara 2.
Il 27 luglio, a Loket, nel Gran Premio della Repubblica Ceca, si è classificato al terzo posto nella prima manche, mentre in Gara 2 è arrivato secondo, concedendo a Jeremy van Horebeek un sorpasso ai suoi danni, all'ultimo giro, che ha permesso al suo avversario e immediato inseguitore in classifica generale, di aggiudicarsi il suo primo gran premio in stagione. Il campione siciliano è tornato a vincere la settimana seguente, a Lommel, nel 15º appuntamento del mondiale, conquistando entrambe le gare e il Gran Premio del Belgio. Il 7 settembre, nel Gran Premio del Brasile, ha conquistato il titolo mondiale con un'accorta gara "di conserva". Giungendo quinto in Gara 1, si è assicurato il suo ottavo titolo iridato, il sesto consecutivo nella classe regina. In Gara 2 si è aggiudicato il terzo gradino del podio e la medesima posizione nella classifica finale del gran premio.
Durante il campionato 2015, dopo il cambio di moto, che lo ha visto passare dal modello 350 al 450 (sempre KTM SX-F) e che lo ha posto "alla pari" con i suoi avversari, Cairoli ha pagato a caro prezzo il suo presunto "debito" con la fortuna. Dopo un inizio meno brillante del consueto, proprio quando stava iniziando a recuperare, è rimasto vittima di un infortunio che, aggravatosi, lo ha costretto ad abbandonare il mondiale.
Al termine di una lunga convalescenza, si è fratturato due costole in allenamento, poco prima dell'inizio del mondiale 2016. I risultati ottenuti nelle prime gare di quest'anno, hanno risentito delle sue precarie condizioni fisiche. In Gara 2 a Valkenswaard (Gran Premio d'Europa) pur apparentemente saldamente in testa, è stato vittima di un vistoso calo fisico nel finale di gara, che non gli ha permesso di resistere all'attacco di Romain Febvre. Sono seguiti tre gran premi in cui ha alternato valide prestazioni a gare più opache.

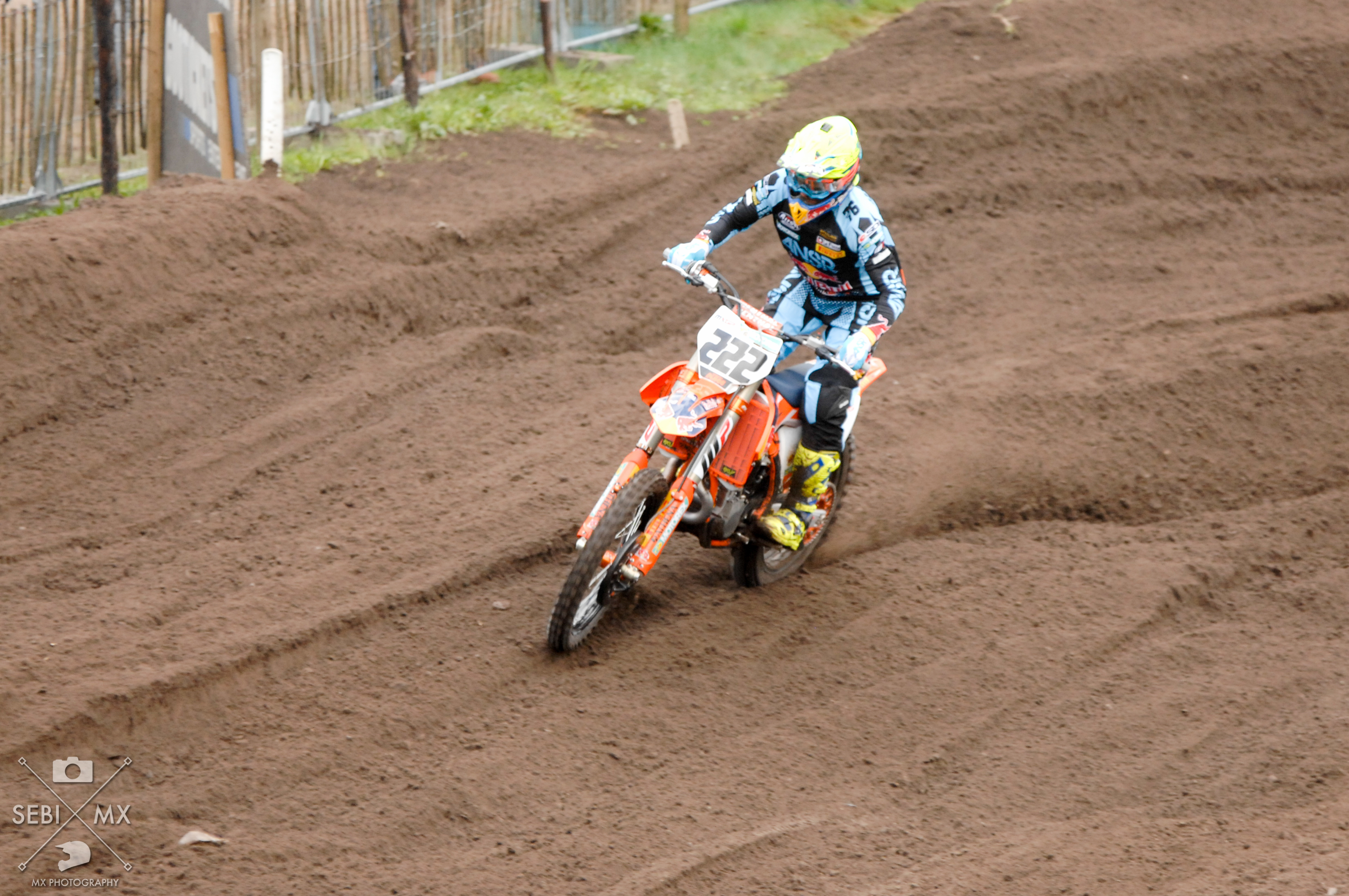
Antonio Cairoli a Valkenswaard nel 2017

L'8 maggio, a Teutschenthal, durante il Gran Premio di Germania, Cairoli è arrivato primo in qualifica e in entrambe le manche, aggiudicandosi il gran premio senza che la sua leadership sia mai stata messa in discussione. La settimana seguente, a Pietramurata, in occasione del Gran Premio del Trentino, il centauro messinese si è ripetuto, aggiudicandosi il suo 76º gran premio in carriera, con il primo posto in Gara 1 e il secondo posto in Gara 2. Alla fine ha concluso il campionato al secondo posto in classifica, dietro allo sloveno Tim Gajser.
Nella stagione 2017 Cairoli è tornato molto competitivo, e, il 10 settembre 2017, nella penultima gara del mondiale, è diventato nuovamente campione del mondo, conquistando il suo nono titolo iridato.

#### Ultimi anni e ritiro
Nella stagione 2018 ha concluso al secondo posto in classifica, dietro al compagno di squadra Jeffrey Herlings, dominatore del mondiale. Nella stagione 2019, dopo un ottimo inizio di campionato, a causa di un infortunio e di successiva operazione chirurgica alla spalla, ha terminato anticipatamente la stagione, conclusa poi al decimo posto, dopo aver disputato solo metà dei gran premi stagionali. Nella stagione 2020 ha concluso al terzo posto in classifica, dietro a Tim Gajser e Jeremy Seewer.
Nel settembre 2021 ha annunciato il ritiro dalla MXGP alla fine della stagione 2021, ma non l'addio alle corse e al mondiale motocross, dichiarando che sarebbe potuto tornare a gareggiare in qualche gran premio con una wild card. Ha terminato la sua ultima stagione in carriera al sesto posto in classifica, con due Gran Premi vinti, che lo hanno portato a un totale di 94 vittorie in carriera, facendolo diventare il terzo pilota con più vittorie di sempre.

### Motocross delle Nazioni
Nel 2006, durante il Motocross delle Nazioni disputato in Inghilterra con la maglia azzurra della rappresentativa italiana, ha ottenuto una vittoria di manche davanti ai più accreditati piloti statunitensi. Al termine della stagione 2007 è stato convocato nella nazionale italiana al Motocross delle Nazioni 2007 in terra americana, al fianco di David Philippaerts, Davide Guarneri e Alex Salvini; sia nel 2006 che nel 2007 la squadra italiana è arrivata quarta. Nel Motocross delle Nazioni 2013 Cairoli ha vinto entrambe le manche a cui ha partecipato, contribuendo al terzo posto finale dell'Italia.
Nel settembre 2021, la squadra italiana, composta da Cairoli, Alessandro Lupino e Mattia Guadagnini, ha conquistato il Motocross delle Nazioni 2021. Nel settembre 2022 Cairoli ha gareggiato nel suo ultimo Motocross delle Nazioni, insieme a Mattia Guadagnini e Andrea Adamo, arrivando quarto al Motocross delle Nazioni 2022.

### Team Manager KTM e collaudatore Ducati
Nell'ottobre 2022, dopo aver annunciato il ritiro dalle corse professionistiche, Cairoli è diventato il Team Manager del Red Bull KTM Factory Racing. Nell'ottobre 2023 Cairoli ha annunciato prima la separazione dal Red Bull KTM Factory Racing, poi la firma di un accordo con Ducati come collaudatore. Nel giugno 2024 è tornato a gareggiare, partecipando al quarto round del Campionato Italiano Prestige Motocross, nella classe MX1, arrivando primo in Gara 1 e secondo in Gara 2. Nell'agosto successivo è ritornato nel mondiale motocross, partecipando al Gran Premio dei Paesi Bassi con la Ducati Desmo450 MX. Anche nel 2025 ha preso parte al mondiale, ad aprile nel Gran Premio del Trentino per sostituire Mattia Guadagnini, e a giugno nel Gran Premio del Regno Unito. Nel mese successivo ha partecipato a due round dell'AMA Motocross Championship, facendo esordire la Ducati Desmo450 MX nel campionato.

## Mondiale motocross

### Tabella risultati
| Anno                        | Casa motociclistica         | Modello                     | Mondiale motocross | Mondiale motocross | Mondiale motocross | MdN  | Titoli |
| Anno                        | Casa motociclistica         | Modello                     | MXGP               | MX1                | MX2                | MdN  | Titoli |
| --------------------------- | --------------------------- | --------------------------- | ------------------ | ------------------ | ------------------ | ---- | ------ |
| 2002                        | Honda                       | CR 125                      | -                  | -                  | N.C.               | N.P. | -      |
| 2003                        | Honda                       | CR 125                      | -                  | -                  | N.C.               | N.P. | -      |
| 2004                        | Yamaha                      | YZ-F 250                    | -                  | -                  | 3º                 | 15º  | -      |
| 2005                        | Yamaha                      | YZ-F 250                    | -                  | -                  | 1º                 | 13º  | 1      |
| 2006                        | Yamaha                      | YZ-F 250                    | -                  | -                  | 2º                 | 4º   | -      |
| 2007                        | Yamaha                      | YZ-F 250                    | -                  | 24º                | 1º                 | 4º   | 1      |
| 2008                        | Yamaha                      | YZ-F 250                    | -                  | -                  | 6º                 | N.P. | -      |
| 2009                        | Yamaha                      | YZ-F 450                    | -                  | 1º                 | -                  | 6º   | 1      |
| 2010                        | KTM                         | SX-F 350                    | -                  | 1º                 | -                  | 5º   | 1      |
| 2011                        | KTM                         | SX-F 350                    | -                  | 1º                 | -                  | 16º  | 1      |
| 2012                        | KTM                         | SX-F 350                    | -                  | 1º                 | -                  | 5º   | 1      |
| 2013                        | KTM                         | SX-F 350                    | -                  | 1º                 | -                  | 3º   | 1      |
| 2014                        | KTM                         | SX-F 350                    | 1º                 | -                  | -                  | 6º   | 1      |
| 2015                        | KTM                         | SX-F 450                    | 7º                 | -                  | -                  | N.P. | -      |
| 2016                        | KTM                         | SX-F 450                    | 2º                 | -                  | -                  | 5º   | -      |
| 2017                        | KTM                         | SX-F 450                    | 1º                 | -                  | -                  | 7º   | 1      |
| 2018                        | KTM                         | SX-F 450                    | 2º                 | -                  | -                  | SQ   | -      |
| 2019                        | KTM                         | SX-F 450                    | 10º                | -                  | -                  | N.P. | -      |
| 2020                        | KTM                         | SX-F 450                    | 3º                 | -                  | -                  | N.D. | -      |
| 2021                        | KTM                         | SX-F 450                    | 6º                 | -                  | -                  | 1º   | 1      |
| 2022                        | KTM                         | SX-F 450                    | -                  | -                  | -                  | 4º   | -      |
| 2024                        | Ducati                      | Desmo450 MX                 | 39º                | -                  | -                  | N.P. | -      |
| 2025                        | Ducati                      | Desmo450 MX                 | -                  | -                  | -                  | -    | -      |
| Computo totale titoli vinti | Computo totale titoli vinti | Computo totale titoli vinti | 2                  | 5                  | 2                  | 1    | 10     |

### Risultati per anno
Dati presi dal sito ufficiale del mondiale motocross.

#### 2004-2006
| Campionato mondiale MX2 2004 | Campionato mondiale MX2 2004 | Campionato mondiale MX2 2004 | Campionato mondiale MX2 2004 |
| Nazione                      | Gara 1                       | Gara 2                       | Risultato                    |
| ---------------------------- | ---------------------------- | ---------------------------- | ---------------------------- |
| Fiandre                      | 22º                          | 15º                          | 21º                          |
| Spagna                       | 14º                          | 6º                           | 8º                           |
| Portogallo                   | 12º                          | 4º                           | 5º                           |
| Paesi Bassi                  | 3º                           | 10º                          | 5º                           |
| Germania                     | 8º                           | 6º                           | 5º                           |
| Benelux                      | 3º                           | 3º                           | 3º                           |
| Regno Unito                  | N.Q.                         | N.Q.                         | N.Q.                         |
| Italia                       | 9º                           | 2º                           | 4º                           |
| Belgio                       | 21º                          | 7º                           | 13º                          |
| Svezia                       | 15º                          | 5º                           | 7º                           |
| Rep. Ceca                    | 1º                           | 6º                           | 3º                           |
| Vallonia                     | 2º                           | 4º                           | 1º                           |
| Unione europea               | 5º                           | 4º                           | 4º                           |
| Irlanda                      | 3º                           | 4º                           | 2º                           |
| Sudafrica                    | 5º                           | 2º                           | 3º                           |
| 3º Classificato              |                              |                              |                              |

| Campionato mondiale MX2 2005 | Campionato mondiale MX2 2005 | Campionato mondiale MX2 2005 | Campionato mondiale MX2 2005 |
| Nazione                      | Gara 1                       | Gara 2                       | Risultato                    |
| ---------------------------- | ---------------------------- | ---------------------------- | ---------------------------- |
| Fiandre                      | 5º                           | 4º                           | 5º                           |
| Spagna                       | 1º                           | 8º                           | 2º                           |
| Portogallo                   | 1º                           | 1º                           | 1º                           |
| Belgio                       | 1º                           | 28º                          | 6º                           |
| Unione europea               | 2º                           | 16º                          | 7º                           |
| Giappone                     | 1º                           | 4º                           | 2º                           |
| Regno Unito                  | 29º                          | 13º                          | 20º                          |
| Italia                       | 1º                           | 3º                           | 1º                           |
| Francia                      | N.P.                         | N.P.                         | N.P.                         |
| Svezia                       | 1º                           | 1º                           | 1º                           |
| Sudafrica                    | 9º                           | 2º                           | 3º                           |
| Vallonia                     | 1º                           | 1º                           | 1º                           |
| Rep. Ceca                    | 1º                           | 2º                           | 1º                           |
| Germania                     | 1º                           | 1º                           | 1º                           |
| Regno Unito                  | 3º                           | 20º                          | 11º                          |
| Paesi Bassi                  | 7º                           | 8º                           | 5º                           |
| Irlanda                      | 5º                           | 19º                          | 10º                          |
| Campione del Mondo           |                              |                              |                              |

| Campionato mondiale MX2 2006 | Campionato mondiale MX2 2006 | Campionato mondiale MX2 2006 | Campionato mondiale MX2 2006 |
| Nazione                      | Gara 1                       | Gara 2                       | Risultato                    |
| ---------------------------- | ---------------------------- | ---------------------------- | ---------------------------- |
| Fiandre                      | 15º                          | 2º                           | 8º                           |
| Spagna                       | N.P.                         | 1º                           | 8º                           |
| Portogallo                   | 1º                           | 10º                          | 3º                           |
| Germania                     | 5º                           | 7º                           | 5º                           |
| Giappone                     | 4º                           | 1º                           | 2º                           |
| Bulgaria                     | 1º                           | 28º                          | 6º                           |
| Italia                       | 2º                           | 2º                           | 2º                           |
| Regno Unito                  | 6º                           | 1º                           | 2º                           |
| Svezia                       | 2º                           | 12º                          | 6º                           |
| Sudafrica                    | 3º                           | 1º                           | 1º                           |
| Rep. Ceca                    | 11º                          | 1º                           | 4º                           |
| Belgio                       | 1º                           | 1º                           | 1º                           |
| Irlanda del Nord             | 2º                           | 7º                           | 3º                           |
| Paesi Bassi                  | 1º                           | 3º                           | 2º                           |
| Francia                      | 1º                           | 1º                           | 1º                           |
| 2º Classificato              |                              |                              |                              |

#### 2007-2009
| Campionato mondiale MX2 2007 | Campionato mondiale MX2 2007 | Campionato mondiale MX2 2007 | Campionato mondiale MX2 2007 |
| Nazione                      | Gara 1                       | Gara 2                       | Risultato                    |
| ---------------------------- | ---------------------------- | ---------------------------- | ---------------------------- |
| Benelux                      | 1º                           | 1º                           | 1º                           |
| Spagna                       | 2º                           | 1º                           | 1º                           |
| Portogallo                   | 1º                           | 1º                           | 1º                           |
| Italia                       | 1º                           | 1º                           | 1º                           |
| Germania                     | 1º                           | 1º                           | 1º                           |
| Giappone                     | 3º                           | 1º                           | 2º                           |
| Francia                      | 1º                           | 1º                           | 1º                           |
| Bulgaria                     | 1º                           | 1º                           | 1º                           |
| Svezia                       | 2º                           | 1º                           | 1º                           |
| Italia                       | 1º                           | 2º                           | 2º                           |
| Rep. Ceca                    | 1º                           | 2º                           | 2º                           |
| Belgio                       | 16º                          | 2º                           | 8º                           |
| Irlanda del Nord             | 1º                           | 1º                           | 1º                           |
| Regno Unito                  | N.P.                         | N.P.                         | N.P.                         |
| Regno Unito                  | 2º                           | 1º                           | 1º                           |
| Paesi Bassi                  | 1º                           | 1º                           | 1º                           |
| Campione del Mondo           |                              |                              |                              |

| Campionato mondiale MX2 2008 | Campionato mondiale MX2 2008 | Campionato mondiale MX2 2008 | Campionato mondiale MX2 2008 |
| Nazione                      | Gara 1                       | Gara 2                       | Risultato                    |
| ---------------------------- | ---------------------------- | ---------------------------- | ---------------------------- |
| Paesi Bassi                  | 2º                           | 2º                           | 2º                           |
| Spagna                       | 2º                           | 11º                          | 4º                           |
| Portogallo                   | 1º                           | 1º                           | 1º                           |
| Bulgaria                     | 1º                           | 19º                          | 7º                           |
| Italia                       | 4º                           | 1º                           | 1º                           |
| Regno Unito                  | 2º                           | 1º                           | 1º                           |
| Francia                      | 25º                          | 3º                           | 10º                          |
| Germania                     | 1º                           | 2º                           | 2º                           |
| Svezia                       | 2º                           | 1º                           | 1º                           |
| Sudafrica                    | 29º                          | 29º                          | 29º                          |
| Belgio                       | N.P.                         | N.P.                         | N.P.                         |
| Rep. Ceca                    | N.P.                         | N.P.                         | N.P.                         |
| Irlanda                      | N.P.                         | N.P.                         | N.P.                         |
| Benelux                      | N.P.                         | N.P.                         | N.P.                         |
| Italia                       | N.P.                         | N.P.                         | N.P.                         |
| 6º Classificato              |                              |                              |                              |

| Campionato mondiale MX1 2009 | Campionato mondiale MX1 2009 | Campionato mondiale MX1 2009 | Campionato mondiale MX1 2009 |
| Nazione                      | Gara 1                       | Gara 2                       | Risultato                    |
| ---------------------------- | ---------------------------- | ---------------------------- | ---------------------------- |
| Italia                       | 5º                           | N.D.                         | 5º                           |
| Bulgaria                     | 7º                           | 4º                           | 6º                           |
| Turchia                      | 1º                           | 1º                           | 1º                           |
| Benelux                      | 1º                           | 3º                           | 2º                           |
| Portogallo                   | 1º                           | 1º                           | 1º                           |
| Spagna                       | 8º                           | 1º                           | 3º                           |
| Regno Unito                  | 10º                          | 8º                           | 8º                           |
| Francia                      | 7º                           | 2º                           | 3º                           |
| Germania                     | 2º                           | 1º                           | 1º                           |
| Lettonia                     | 2º                           | 1º                           | 1º                           |
| Svezia                       | 4º                           | 1º                           | 2º                           |
| Belgio                       | 5º                           | 2º                           | 3º                           |
| Rep. Ceca                    | 6º                           | 2º                           | 4º                           |
| Paesi Bassi                  | 5º                           | 4º                           | 6º                           |
| Brasile                      | 6º                           | 12º                          | 9º                           |
| Campione del Mondo           |                              |                              |                              |

#### 2010-2012
| Campionato mondiale MX1 2010 | Campionato mondiale MX1 2010 | Campionato mondiale MX1 2010 | Campionato mondiale MX1 2010 |
| Nazione                      | Gara 1                       | Gara 2                       | Risultato                    |
| ---------------------------- | ---------------------------- | ---------------------------- | ---------------------------- |
| Bulgaria                     | 5º                           | 1º                           | 2º                           |
| Italia                       | 2º                           | 1º                           | 1º                           |
| Paesi Bassi                  | 1º                           | 1º                           | 1º                           |
| Portogallo                   | 5º                           | 1º                           | 2º                           |
| Spagna                       | 6º                           | 3º                           | 4º                           |
| Stati Uniti                  | 1º                           | 3º                           | 1º                           |
| Francia                      | 1º                           | 3º                           | 2º                           |
| Germania                     | 6º                           | 2º                           | 4º                           |
| Lettonia                     | 4º                           | 1º                           | 2º                           |
| Svezia                       | 1º                           | 1º                           | 1º                           |
| Belgio                       | 1º                           | 1º                           | 1º                           |
| Rep. Ceca                    | 2º                           | 1º                           | 1º                           |
| Brasile                      | 2º                           | 1º                           | 1º                           |
| Benelux                      | 2º                           | 1º                           | 1º                           |
| Italia                       | 33º                          | N.P.                         | 35º                          |
| Campione del Mondo           |                              |                              |                              |

| Campionato mondiale MX1 2011 | Campionato mondiale MX1 2011 | Campionato mondiale MX1 2011 | Campionato mondiale MX1 2011 |
| Nazione                      | Gara 1                       | Gara 2                       | Risultato                    |
| ---------------------------- | ---------------------------- | ---------------------------- | ---------------------------- |
| Bulgaria                     | 7º                           | 10º                          | 9º                           |
| Paesi Bassi                  | 1º                           | 2º                           | 1º                           |
| Stati Uniti                  | 2º                           | 11º                          | 5º                           |
| Brasile                      | 1º                           | 2º                           | 2º                           |
| Francia                      | 2º                           | 3º                           | 2º                           |
| Portogallo                   | 2º                           | 2º                           | 2º                           |
| Spagna                       | 2º                           | 1º                           | 1º                           |
| Svezia                       | 5º                           | 2º                           | 3º                           |
| Germania                     | 2º                           | 2º                           | 2º                           |
| Lettonia                     | 1º                           | 1º                           | 1º                           |
| Belgio                       | 1º                           | 1º                           | 1º                           |
| Rep. Ceca                    | 1º                           | 4º                           | 2º                           |
| Regno Unito                  | 3º                           | 1º                           | 1º                           |
| Unione europea               | 3º                           | 2º                           | 1º                           |
| Italia                       | N.P.                         | N.P.                         | N.P.                         |
| Campione del Mondo           |                              |                              |                              |

| Campionato mondiale MX1 2012 | Campionato mondiale MX1 2012 | Campionato mondiale MX1 2012 | Campionato mondiale MX1 2012 |
| Nazione                      | Gara 1                       | Gara 2                       | Risultato                    |
| ---------------------------- | ---------------------------- | ---------------------------- | ---------------------------- |
| Paesi Bassi                  | 1º                           | 1º                           | 1º                           |
| Bulgaria                     | 4º                           | 3º                           | 3º                           |
| Italia                       | 3º                           | 1º                           | 2º                           |
| Messico                      | 1º                           | 3º                           | 1º                           |
| Brasile                      | 8º                           | 9º                           | 8º                           |
| Francia                      | 1º                           | 1º                           | 1º                           |
| Portogallo                   | 3º                           | 2º                           | 3º                           |
| Belgio                       | 1º                           | 1º                           | 1º                           |
| Svezia                       | 35º                          | 30º                          | 30º                          |
| Lettonia                     | 1º                           | 2º                           | 1º                           |
| Russia                       | 1º                           | 1º                           | 1º                           |
| Rep. Ceca                    | 1º                           | 1º                           | 1º                           |
| Regno Unito                  | 1º                           | 1º                           | 1º                           |
| Benelux                      | 1º                           | 1º                           | 1º                           |
| Italia                       | 1º                           | 1º                           | 1º                           |
| Germania                     | 1º                           | 1º                           | 1º                           |
| Campione del Mondo           |                              |                              |                              |

#### 2013-2015
| Campionato mondiale MX1 2013 | Campionato mondiale MX1 2013 | Campionato mondiale MX1 2013 | Campionato mondiale MX1 2013 |
| Nazione                      | Gara 1                       | Gara 2                       | Risultato                    |
| ---------------------------- | ---------------------------- | ---------------------------- | ---------------------------- |
| Qatar                        | 3º                           | 1º                           | 2º                           |
| Thailandia                   | 1º                           | 1º                           | 1º                           |
| Paesi Bassi                  | 1º                           | 2º                           | 1º                           |
| Italia                       | 1º                           | 1º                           | 1º                           |
| Bulgaria                     | 4º                           | 1º                           | 2º                           |
| Portogallo                   | 3º                           | 1º                           | 2º                           |
| Brasile                      | 1º                           | 1º                           | 1º                           |
| Francia                      | 2º                           | 1º                           | 1º                           |
| Italia                       | 4º                           | 2º                           | 3º                           |
| Svezia                       | 1º                           | 1º                           | 1º                           |
| Lettonia                     | 2º                           | 1º                           | 1º                           |
| Finlandia                    | 1º                           | 1º                           | 1º                           |
| Germania                     | 2º                           | 1º                           | 1º                           |
| Rep. Ceca                    | 4º                           | 7º                           | 5º                           |
| Belgio                       | 1º                           | 2º                           | 2º                           |
| Regno Unito                  | 1º                           | 18º                          | 7º                           |
| Benelux                      | 4º                           | 1º                           | 3º                           |
| Campione del Mondo           |                              |                              |                              |

| Campionato mondiale MXGP 2014 | Campionato mondiale MXGP 2014 | Campionato mondiale MXGP 2014 | Campionato mondiale MXGP 2014 | Campionato mondiale MXGP 2014 |
| Nazione                       | Gara 1                        | Gara 2                        | Risultato                     |                               |
| ----------------------------- | ----------------------------- | ----------------------------- | ----------------------------- | ----------------------------- |
| Qatar                         | 2º                            | 3º                            | 3º                            |                               |
| Thailandia                    | 1º                            | 1º                            | 1º                            |                               |
| Brasile                       | 1º                            | 1º                            | 1º                            |                               |
| Italia                        | 6º                            | 4º                            | 5º                            |                               |
| Bulgaria                      | 2º                            | 1º                            | 1º                            |                               |
| Paesi Bassi                   | 3º                            | 1º                            | 1º                            |                               |
| Spagna                        | 6º                            | 2º                            | 4º                            |                               |
| Regno Unito                   | 1º                            | 2º                            | 1º                            |                               |
| Francia                       | 2º                            | 3º                            | 3º                            |                               |
| Italia                        | 1º                            | 1º                            | 1º                            |                               |
| Germania                      | 5º                            | 4º                            | 5º                            |                               |
| Svezia                        | 1º                            | 1º                            | 1º                            |                               |
| Finlandia                     | 1º                            | 1º                            | 1º                            |                               |
| Rep. Ceca                     | 3º                            | 2º                            | 3º                            |                               |
| Belgio                        | 1º                            | 1º                            | 1º                            |                               |
| Brasile                       | 5º                            | 3º                            | 3º                            |                               |
| Messico                       | 3º                            | 2º                            | 3º                            |                               |
| Campione del Mondo            |                               |                               |                               |                               |

| Campionato mondiale MXGP 2015 | Campionato mondiale MXGP 2015 | Campionato mondiale MXGP 2015 | Campionato mondiale MXGP 2015 |
| Nazione                       | Gara 1                        | Gara 2                        | Risultato                     |
| ----------------------------- | ----------------------------- | ----------------------------- | ----------------------------- |
| Qatar                         | 3º                            | 4º                            | 4º                            |
| Thailandia                    | 5º                            | 1º                            | 3º                            |
| Argentina                     | 2º                            | 2º                            | 3º                            |
| Italia                        | 1º                            | 2º                            | 2º                            |
| Paesi Bassi                   | 28º                           | 7º                            | 11º                           |
| Spagna                        | 3º                            | 1º                            | 1º                            |
| Regno Unito                   | 1º                            | 3º                            | 1º                            |
| Francia                       | 1º                            | 7º                            | 3º                            |
| Italia                        | 7º                            | 18º                           | 13º                           |
| Germania                      | 14º                           | 6º                            | 9º                            |
| Svezia                        | 13º                           | 3º                            | 7º                            |
| Lettonia                      | 4º                            | 4º                            | 5º                            |
| Rep. Ceca                     | N.P.                          | N.P.                          | N.P.                          |
| Belgio                        | N.P.                          | N.P.                          | N.P.                          |
| Italia                        | N.P.                          | N.P.                          | N.P.                          |
| Paesi Bassi                   | N.P.                          | N.P.                          | N.P.                          |
| Messico                       | N.P.                          | N.P.                          | N.P.                          |
| Stati Uniti                   | 5º                            | 30º                           | 13º                           |
| 7º Classificato               |                               |                               |                               |

#### 2016-2018
| Campionato mondiale MXGP 2016 | Campionato mondiale MXGP 2016 | Campionato mondiale MXGP 2016 | Campionato mondiale MXGP 2016 |
| Nazione                       | Gara 1                        | Gara 2                        | Risultato                     |
| ----------------------------- | ----------------------------- | ----------------------------- | ----------------------------- |
| Qatar                         | 6º                            | 4º                            | 5º                            |
| Thailandia                    | 2º                            | 12º                           | 5º                            |
| Unione europea                | 7º                            | 2º                            | 4º                            |
| Argentina                     | 2º                            | 2º                            | 2º                            |
| Messico                       | 6º                            | 9º                            | 6º                            |
| Lettonia                      | 3º                            | 2º                            | 2º                            |
| Germania                      | 1º                            | 1º                            | 1º                            |
| Italia                        | 1º                            | 2º                            | 1º                            |
| Spagna                        | 5º                            | 9º                            | 7º                            |
| Francia                       | 3º                            | 7º                            | 4º                            |
| Inghilterra                   | 2º                            | 10º                           | 6º                            |
| Italia                        | 6º                            | 3º                            | 4º                            |
| Rep. Ceca                     | 7º                            | 8º                            | 7º                            |
| Belgio                        | 6º                            | 2º                            | 3º                            |
| Svizzera                      | 1º                            | 5º                            | 1º                            |
| Paesi Bassi                   | 4º                            | 1º                            | 2º                            |
| Stati Uniti                   | 13º                           | 14º                           | 14º                           |
| Stati Uniti                   | 2º                            | 2º                            | 2º                            |
| 2º Classificato               |                               |                               |                               |

| Campionato mondiale MXGP 2017 | Campionato mondiale MXGP 2017 | Campionato mondiale MXGP 2017 | Campionato mondiale MXGP 2017 | Campionato mondiale MXGP 2017 |
| Nazione                       | Gara 1                        | Gara 2                        | Risultato                     |                               |
| ----------------------------- | ----------------------------- | ----------------------------- | ----------------------------- | ----------------------------- |
| Qatar                         | 1º                            | 1º                            | 1º                            |                               |
| Indonesia                     | 4º                            | N.D.                          | 4º                            |                               |
| Argentina                     | 9º                            | 5º                            | 7º                            |                               |
| Messico                       | 4º                            | 2º                            | 2º                            |                               |
| Italia                        | 1º                            | 2º                            | 1º                            |                               |
| Unione europea                | 9º                            | 1º                            | 4º                            |                               |
| Lettonia                      | 5º                            | 2º                            | 2º                            |                               |
| Germania                      | 2º                            | 1º                            | 1º                            |                               |
| Francia                       | 2º                            | 3º                            | 2º                            |                               |
| Russia                        | 2º                            | 9º                            | 5º                            |                               |
| Italia                        | 1º                            | 1º                            | 1º                            |                               |
| Portogallo                    | 2º                            | 1º                            | 1º                            |                               |
| Rep. Ceca                     | 3º                            | 1º                            | 1º                            |                               |
| Belgio                        | 2º                            | 2º                            | 2º                            |                               |
| Svizzera                      | 3º                            | 4º                            | 3º                            |                               |
| Svezia                        | 9º                            | 7º                            | 7º                            |                               |
| Stati Uniti                   | 3º                            | 2º                            | 3º                            |                               |
| Paesi Bassi                   | 2º                            | 6º                            | 4º                            |                               |
| Francia                       | 9º                            | 25º                           | 15º                           |                               |
| Campione del Mondo            |                               |                               |                               |                               |

| Campionato mondiale MXGP 2018 | Campionato mondiale MXGP 2018 | Campionato mondiale MXGP 2018 | Campionato mondiale MXGP 2018 | Campionato mondiale MXGP 2018 |
| Nazione                       | Gara 1                        | Gara 2                        | Risultato                     |                               |
| ----------------------------- | ----------------------------- | ----------------------------- | ----------------------------- | ----------------------------- |
| Argentina                     | 1º                            | 2º                            | 2º                            |                               |
| Unione europea                | 2º                            | 2º                            | 2º                            |                               |
| Spagna                        | 1º                            | 1º                            | 1º                            |                               |
| Italia                        | 4º                            | 2º                            | 3º                            |                               |
| Portogallo                    | 2º                            | 2º                            | 2º                            |                               |
| Russia                        | 2º                            | 5º                            | 3º                            |                               |
| Lettonia                      | 2º                            | 2º                            | 2º                            |                               |
| Germania                      | 6º                            | 5º                            | 6º                            |                               |
| Regno Unito                   | 2º                            | 2º                            | 2º                            |                               |
| Francia                       | 3º                            | 2º                            | 2º                            |                               |
| Italia                        | 1º                            | 1º                            | 1º                            |                               |
| Indonesia                     | 1º                            | 2º                            | 2º                            |                               |
| Indonesia                     | 3º                            | 4º                            | 4º                            |                               |
| Rep. Ceca                     | 2º                            | 2º                            | 2º                            |                               |
| Belgio                        | 2º                            | 2º                            | 2º                            |                               |
| Svizzera                      | 8º                            | 6º                            | 7º                            |                               |
| Bulgaria                      | 8º                            | 2º                            | 4º                            |                               |
| Turchia                       | 2º                            | 15º                           | 8º                            |                               |
| Paesi Bassi                   | 2º                            | 2º                            | 2º                            |                               |
| Italia                        | N.P.                          | N.P.                          | N.P.                          |                               |
| 2º Classificato               |                               |                               |                               |                               |

#### 2019-2021
| Campionato mondiale MXGP 2019 | Campionato mondiale MXGP 2019 | Campionato mondiale MXGP 2019 | Campionato mondiale MXGP 2019 | Campionato mondiale MXGP 2019 |
| Nazione                       | Gara 1                        | Gara 2                        | Risultato                     |                               |
| ----------------------------- | ----------------------------- | ----------------------------- | ----------------------------- | ----------------------------- |
| Argentina                     | 1º                            | 1º                            | 1º                            |                               |
| Regno Unito                   | 1º                            | 2º                            | 1º                            |                               |
| Paesi Bassi                   | 1º                            | 1º                            | 1º                            |                               |
| Italia                        | 2º                            | 2º                            | 2º                            |                               |
| Italia                        | 1º                            | 1º                            | 1º                            |                               |
| Portogallo                    | 2º                            | 2º                            | 2º                            |                               |
| Francia                       | 2º                            | 17º                           | 7º                            |                               |
| Russia                        | 12º                           | 4º                            | 8º                            |                               |
| Lettonia                      | 3º                            | 28º                           | 11º                           |                               |
| Germania                      | N.P.                          | N.P.                          | N.P.                          |                               |
| Indonesia                     | N.P.                          | N.P.                          | N.P.                          |                               |
| Indonesia                     | N.P.                          | N.P.                          | N.P.                          |                               |
| Rep. Ceca                     | N.P.                          | N.P.                          | N.P.                          |                               |
| Belgio                        | N.P.                          | N.P.                          | N.P.                          |                               |
| Italia                        | N.P.                          | N.P.                          | N.P.                          |                               |
| Svezia                        | N.P.                          | N.P.                          | N.P.                          |                               |
| Turchia                       | N.P.                          | N.P.                          | N.P.                          |                               |
| Cina                          | N.P.                          | N.P.                          | N.P.                          |                               |
| 10º Classificato              |                               |                               |                               |                               |

| Campionato mondiale MXGP 2020 | Campionato mondiale MXGP 2020 | Campionato mondiale MXGP 2020 | Campionato mondiale MXGP 2020 | Campionato mondiale MXGP 2020 |
| Nazione                       | Gara 1                        | Gara 2                        | Risultato                     |                               |
| ----------------------------- | ----------------------------- | ----------------------------- | ----------------------------- | ----------------------------- |
| Regno Unito                   | 4º                            | 3º                            | 3º                            |                               |
| Paesi Bassi                   | 7º                            | 5º                            | 4º                            |                               |
| Lettonia                      | 7º                            | 17º                           | 13º                           |                               |
| Lettonia                      | 1º                            | 4º                            | 1º                            |                               |
| Lettonia                      | 9º                            | 2º                            | 4º                            |                               |
| Italia                        | 3º                            | 3º                            | 3º                            |                               |
| Italia                        | 4º                            | 3º                            | 4º                            |                               |
| Italia                        | 2º                            | 2º                            | 1º                            |                               |
| Italia                        | 3º                            | 15º                           | 8º                            |                               |
| Italia                        | 4º                            | 4º                            | 4º                            |                               |
| Italia                        | 5º                            | 1º                            | 2º                            |                               |
| Spagna                        | 7º                            | 6º                            | 6º                            |                               |
| Belgio                        | 13º                           | 6º                            | 9º                            |                               |
| Belgio                        | 5º                            | 2º                            | 3º                            |                               |
| Belgio                        | 3º                            | 10º                           | 5º                            |                               |
| Italia                        | 2º                            | 2º                            | 1º                            |                               |
| Italia                        | 6º                            | 5º                            | 5º                            |                               |
| Italia                        | 6º                            | 26º                           | 12º                           |                               |
| 3º Classificato               |                               |                               |                               |                               |

| Campionato mondiale MXGP 2021 | Campionato mondiale MXGP 2021 | Campionato mondiale MXGP 2021 | Campionato mondiale MXGP 2021 | Campionato mondiale MXGP 2021 |
| Nazione                       | Gara 1                        | Gara 2                        | Risultato                     |                               |
| ----------------------------- | ----------------------------- | ----------------------------- | ----------------------------- | ----------------------------- |
| Russia                        | 3º                            | 25º                           | 10º                           |                               |
| Regno Unito                   | 1º                            | 3º                            | 1º                            |                               |
| Italia                        | 3º                            | 3º                            | 3º                            |                               |
| Paesi Bassi                   | 8º                            | 1º                            | 2º                            |                               |
| Rep. Ceca                     | 6º                            | 1º                            | 2º                            |                               |
| Belgio                        | 3º                            | 7º                            | 5º                            |                               |
| Lettonia                      | 3º                            | 6º                            | 5º                            |                               |
| Turchia                       | 5º                            | 5º                            | 5º                            |                               |
| Turchia                       | 2º                            | 3º                            | 3º                            |                               |
| Italia                        | N.P.                          | N.P.                          | N.P.                          |                               |
| Germania                      | 5º                            | 10º                           | 7º                            |                               |
| Francia                       | 5º                            | 4º                            | 5º                            |                               |
| Spagna                        | 7º                            | 4º                            | 5º                            |                               |
| Italia                        | 31º                           | 28º                           | 28º                           |                               |
| Italia                        | 3º                            | 1º                            | 1º                            |                               |
| Italia                        | 5º                            | 5º                            | 5º                            |                               |
| Italia                        | 3º                            | 4º                            | 3º                            |                               |
| Italia                        | 28º                           | 10º                           | 15º                           |                               |
| 6º Classificato               |                               |                               |                               |                               |

#### 2024-2025
| Campionato mondiale MXGP 2024 | Campionato mondiale MXGP 2024 | Campionato mondiale MXGP 2024 | Campionato mondiale MXGP 2024 | Campionato mondiale MXGP 2024 |
| Nazione                       | Gara 1                        | Gara 2                        | Risultato                     |                               |
| ----------------------------- | ----------------------------- | ----------------------------- | ----------------------------- | ----------------------------- |
| Paesi Bassi                   | 15º                           | 36º                           | 18º                           |                               |
| 39º Classificato              |                               |                               |                               |                               |

| Campionato mondiale MXGP 2025 | Campionato mondiale MXGP 2025 | Campionato mondiale MXGP 2025 | Campionato mondiale MXGP 2025 | Campionato mondiale MXGP 2025 |
| Nazione                       | Gara 1                        | Gara 2                        | Risultato                     |                               |
| ----------------------------- | ----------------------------- | ----------------------------- | ----------------------------- | ----------------------------- |
| Italia                        | 13º                           | 19º                           | 16º                           |                               |
| Regno Unito                   | 7º                            | 8º                            | 7º                            |                               |